# フォドアの補題
数学、特に集合論においてフォドアの補題(あるいはフォドアの押し下げ補題)は以下の主張を指す:
フォドアの補題 ― 
{\displaystyle \kappa } を非可算な正則基数、{\displaystyle S} を {\displaystyle \kappa } の定常集合、順序数関数 {\displaystyle f:S\rightarrow \kappa } を押し下げ関数(regressive function; すなわち、全ての {\displaystyle \alpha \in S}, {\displaystyle \alpha \neq 0} に対し {\displaystyle f(\alpha )<\alpha })とする。
このとき、ある順序数 {\displaystyle \gamma \in \kappa } と、ある定常集合 {\displaystyle S_{0}\subseteq S} があって、全ての {\displaystyle \alpha \in S_{0}} に対して {\displaystyle f(\alpha )=\gamma } を満たす(すなわち、{\displaystyle S_{0}} 上で {\displaystyle f} は定値関数である)。

## 証明
証明 — 
このような定常集合 {\displaystyle S_{0}} が存在しないとすれば、任意の {\displaystyle \gamma <\kappa } に対し {\displaystyle f^{-1}(\gamma )} ({\displaystyle =\{\alpha \in S:f(\alpha )=\gamma \}}) は非定常である。ゆえに各 {\displaystyle \gamma <\kappa } について {\displaystyle f^{-1}(\gamma )} と交わらないclub集合 {\displaystyle C_{\gamma }} が取れ、任意の {\displaystyle \alpha \in S\cap C_{\gamma }} について {\displaystyle f(\alpha )\neq \gamma } である。これらの族 {\displaystyle (C_{\gamma })_{\gamma <\kappa }} の対角線共通部分を {\displaystyle C:=\Delta _{\gamma <\kappa }C_{\gamma }} ({\displaystyle =\{\beta <\kappa :\beta \in \bigcap _{\gamma <\beta }C_{\gamma }\}}) とおく。{\displaystyle \kappa } が正則より対角線共通部分 {\displaystyle C} は再びclubとなり、{\displaystyle S} が定常なので {\displaystyle S\cap C} も定常である。({\displaystyle 0\neq }) {\displaystyle \alpha \in S\cap C} を一つ選ぶ。このとき {\displaystyle \alpha \in \bigcap _{\gamma <\alpha }C_{\gamma }} であり、全ての {\displaystyle \gamma <\alpha } に対して {\displaystyle \alpha \in C_{\gamma }} である。よってどんな {\displaystyle \gamma <\alpha } についても、{\displaystyle \alpha \notin f^{-1}(\gamma )} すなわち {\displaystyle f(\alpha )\neq \gamma }。従って {\displaystyle f(\alpha )\geq \alpha \in S} となるが、{\displaystyle f} が押し下げ関数だったことに矛盾する。//
この補題はハンガリー人集合論者 Géza Fodor によって1956年に初めて証明された。しばしば「押し下げ補題(The Pressing Down Lemma)」などと呼ばれたりもする。
フォドアの補題はトマーシュ・イェフによる定常集合に関しても成り立ち、一般化された定常集合に関しても同様に成り立つ。